# 中華民國—羅馬尼亞關係
中華民國與羅馬尼亞王國於1939—1941年有官方外交關係，斷交後，目前沒有與現今的羅馬尼亞互設具大使館功能的代表機構，對羅馬尼亞的相關事務由駐斯洛伐克臺北代表處、駐匈牙利臺北代表處共同管轄。中華民國對外貿易發展協會於羅馬尼亞設立布加勒斯特臺灣貿易中心。

## 政治

### 外交

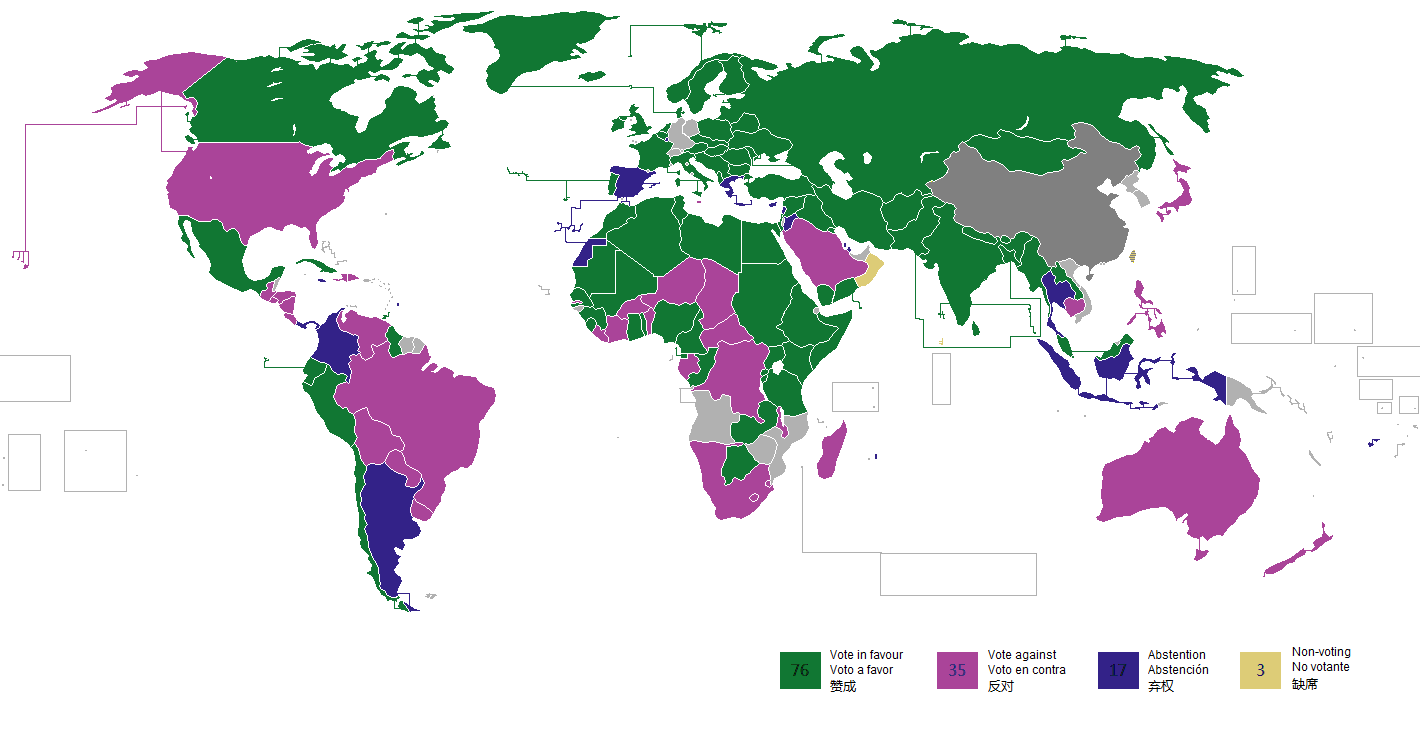
綠色國家表示在1971年的投票中反對中華民國續留聯合國，即《聯合國大會2758號決議》，其中包括當時的羅馬尼亞社會主義共和國。

1939年7月3日，兩國建立公使級外交關係。於首都布加勒斯特設立中華民國駐羅馬尼亞王國公使館，並派駐公使。羅馬尼亞則未設立公使館、派駐公使。
1940年，羅馬尼亞加入軸心國。12月1日，羅馬尼亞承認满洲国。
1941年7月1日，羅馬尼亞承認汪精衛政權，7月10日，與中華民國斷交，7月15日，關閉駐羅馬尼亞公使館。珍珠港事件后，12月11日，國民政府对納粹德國、意大利王國及大日本帝國宣戰，羅馬尼亞間接與中華民國處於敵對狀態。
1950－1990年代東西方陣營的「冷戰」期間，中華民國在意識形態和制度上均偏向以美國為首的資本主義陣營，復加上以蘇聯為首的共產集團國家的封閉，導致從中華民國政府遷台後幾乎沒有官方往來。
1971年10月25日，第26屆聯合國大會就羅馬尼亞社會主義共和國等23國所提出的「恢復中華人民共和國在聯合國的合法權利」議案進行表決。最終以76票贊成、35票反對、17票棄權的結果通過。根據《聯合國憲章》和聯合國大會議事規則，提案通過即成為正式決議，是為《聯合國大會2758號決議》。中華民國、馬爾地夫、阿曼等3國未投票。代表中國正統的中華民國政府，以外交部長周書楷為代表，在表決之前數小時，於大會上主動宣布退出聯合國。日後，中華民國政府將此決議稱為「排我納匪案」。
1989年的「東歐劇變」使羅馬尼亞轉型為民主國家並重新對外開放，雙方始恢復往來。
1991年4月，羅馬尼亞外貿協會主席柯拉斯（Mircea Nicolae Coras）開始與台灣接觸。
1995年6月，中華民國經濟部長江丙坤率團赴瑞士參加蒙太納論壇，期間會見羅馬尼亞副總理兼經濟改革政策協調會主席柯希亞。
1995年8月，羅馬尼亞民主會議主席、布加勒斯特大學校長康斯坦丁奈斯科抵台訪問。（於1996年11月當選總統）
1996年5月，羅馬尼亞參議院經濟委員會主席沙拉基恩抵台參加中華民國第九任總統副總統就職典禮。
1997年9月，羅馬尼亞農業部長卡瑞雷斯庫抵台訪問。
2008年1月，羅馬尼亞前總統康斯坦丁奈斯科抵臺訪問，期間會見中華民國總統陳水扁。
2009年6月，中華民國駐匈牙利代表高碩泰前往羅馬尼亞參加布加勒斯特電腦暨電子展，並會見通訊暨資訊科技部長桑杜。
2021年4月2日，臺灣太魯閣號列車發生事故，造成重大傷亡，羅馬尼亞眾議院外交委員會副主席本-奧尼·阿德萊恩表示哀悼。

#### 中華民國駐羅馬尼亞王國公使（1939－1941年）
| 姓名 | 任命          | 到任         | 遞交国书       | 離任          | 外交衔级 | 外交職務     |
| ---- | ------------- | ------------ | -------------- | ------------- | -------- | ------------ |
| 梁龍 | 1939年7月15日 | 1939年9月7日 | 1939年10月18日 | 1941年7月15日 | 公使     | 特命全權公使 |

#### 由大日本帝國成立的「中華民國國民政府」駐羅馬尼亞王國公使（1941－1945年）
| 姓名 | 任命          | 外交衔级 | 外交職務     | 備註           |
| ---- | ------------- | -------- | ------------ | -------------- |
| 李芳 | 1941年9月19日 | 公使     | 特命全權公使 | 兼駐匈牙利公使 |

#### 羅馬尼亞王國駐由大日本帝國成立的「中華民國國民政府」公使（1941－1945年）
| 姓名       | 任命      | 到任          | 遞交國書      | 離任          | 外交衔级 | 外交職務     | 備註                          |
| ---------- | --------- | ------------- | ------------- | ------------- | -------- | ------------ | ----------------------------- |
| 巴格列斯哥 | 1941年7月 | 1941年7月28日 | 1941年7月30日 | 1943年4月30日 | 公使     | 特命全權公使 | 駐日本公使兼任                |
| 拉都列斯哥 |           |               |               | 1945年        | 公使     | 特命全權公使 | 駐日本公使兼任 1944年專任公使 |

## 經濟

### 貿易
2005年10月，中華民國對外貿易發展協會（外貿協會）於首都布加勒斯特設立台灣貿易中心。
中華民國與羅馬尼亞雙邊貿易額不大，主要原因是羅馬尼亞貿易往來集中在欧洲，且在歷史上親近中華人民共和國，與中華民國關係較淺。此外，商品多由歐洲其他國家經陸路進口至羅馬尼亞，在羅馬尼亞加入欧洲联盟後，經陸路進口至羅馬尼亞更是方便。而該國港市—康斯坦察至其他大城市的交通運輸正在興建中，尚無較有節省成本的運送方式，這些因素都降低與羅馬尼亞的直接貿易額。
| 年分 | 貿易總額    | 貿易總額 | 貿易總額 | 出口至羅馬尼亞 | 出口至羅馬尼亞 | 出口至羅馬尼亞 | 自羅馬尼亞進口 | 自羅馬尼亞進口 | 自羅馬尼亞進口 | 順逆差 |
| 年分 | 金額        | 年增減   | 排名     | 金額           | 年增減         | 排名           | 金額           | 年增減         | 排名           | 順逆差 |
| ---- | ----------- | -------- | -------- | -------------- | -------------- | -------------- | -------------- | -------------- | -------------- | ------ |
| 2017 | 316,325,737 | ▲27.8%   | 62       | 209,826,148    | ▲34.3%         | 53             | 106,499,589    | ▲16.6%         | 63             | 順差▲  |
| 2018 | 316,423,074 | ▲0.0%    | 65       | 201,234,096    | ▼4.1%          | 55             | 115,188,978    | ▲8.2%          | 62             | 順差▼  |
| 2019 | 300,174,263 | ▼5.1%    | 62       | 191,078,149    | ▼5.0%          | 53             | 109,096,114    | ▼5.3%          | 60             | 順差▼  |
| 2020 | 298,637,204 | ▼0.5%    | 62       | 189,166,969    | ▼1.0%          | 49             | 109,470,235    | ▲0.3%          | 63             | 順差▼  |
| 2021 | 422,775,589 | ▲41.6%   | 61       | 291,935,659    | ▲54.3%         | 48             | 130,839,930    | ▲19.5%         | 67             | 順差▲  |
| 2022 | 485,335,878 | ▲14.8%   | 61       | 339,247,524    | ▲16.2%         | 50             | 146,088,354    | ▲11.7%         | 68             | 順差▲  |
| 2023 | 459,363,744 | ▼5.4%    | 55       | 303,028,572    | ▼10.7%         | 45             | 156,335,172    | ▲7.0%          | 61             | 順差▼  |
| 2024 | 465,210,409 | ▲1.3%    | 54       | 308,081,175    | ▲1.7%          | 43             | 157,129,234    | ▲0.5%          | 61             | 順差▲  |

2023年的兩國貿易項目如下：
出口至羅馬尼亞的前10大項目為：集成电路；電話機（包括智能手机），以及其他傳輸或接收聲音、圖像之有線或无线网络通訊器具；印刷電路；車輛之零件與附件；特定用途所屬器具之零件；鋼鐵製螺釘、螺栓、螺帽、螺旋鈎、車用螺釘、鉚釘、橫梢、開口梢、墊圈與類似製品；碟片、磁带、固態非揮發性儲存裝置、智慧卡與其他錄音或錄製之媒體；電路開關、保護電路或連接電路用之電氣用具、光纖、光纖束、光纤电缆或光纖傳輸纜用之連接器；其他家具及其零件；自動資料處理機、磁性或光學閱讀機等。
自羅馬尼亞進口的前10大項目為：以木材或其他木質纖維製成之粒片板、定向粒片板與類似板；新橡膠氣胎；車輛之零件與附件；鋼鐵製管與空心型；無線電廣播或电视之傳輸器具、攝影機、数码相机；醫藥製劑；即熱式、儲存式或浸入式之電热水器、空間電加熱器與土壤電加熱器、電熱美髮器與烘手機、電熨斗、其他家用電熱器具、電熱電阻器；女用或女童用服飾；電路開關、保護電路或連接電路用之電氣用具、光纖、光纖束、光纤电缆或光纖傳輸纜用之連接器；滾珠或滾子軸承等。

### 投資
根據中華民國經濟部投資審議司統計，截至2023年，臺商在羅馬尼亞若包括經第三地轉投資，總投資金額約2.24億美元，計有6件。投資項目包括資源回收（Green Group）、电子计算机與軟硬體（宏正自動科技）、紡織（廣越企業，與羅馬尼亞Biancospino S.R.L.合資）、電子零組件（達運精密）、電線與電纜（綠建）等。其他例如電腦信息技术廠商的華碩、宏碁、技嘉科技等公司以駐點方式，提供線上、在地技術或服務支援方式在羅馬尼亞亦有市場地位。美利達品牌的自行車由鄰國匈牙利進口商引進羅馬尼亞，捷安特品牌的自行車則交由羅馬尼亞代理商。Green Group是以臺商ROMCARBON SA為基礎新成立的控股公司，並在布加勒斯特證券交易所上市，在羅馬尼亞擁有9家相關企業，主要以環保回收再生資源生產塑料與化學製品，員工將近4,000人。2011年，ROMCARBON SA與欧洲复兴开发银行、東南歐基金（European Fund for Southeast Europe, EFSE）簽約合作，共同投資2,350萬欧元於羅馬尼亞成立Green Group控股公司，以建置該國首座整合性的高科技環保回收園區。策略性擴大經營現有的環保回收規模，並將回收的廢棄物再生為原物料或其他制成品，90%的終端產品銷往歐盟國家，目前亦設立东欧首座WEEE家電回收廠。在羅馬尼亞目前無臺商或臺僑組織，亦無臺灣的金融機構。
根據中華民國經濟部投資審議司統計，截至2023年，羅馬尼亞在臺灣總投資金額約40.1萬美元，計有13件。投資項目包括資訊與通訊傳播、批發零售、住宿餐飲等。

### 會展
中華民國對外貿易發展協會每年定期辦理綜合性與專業產品拓銷團前往羅馬尼亞拓展市場，但因羅馬尼亞產業展尚未國際化，部分展覽名為國際展，但多半參展廠商與參觀者為當地公司與企業，臺灣尚未有公會或展覽公司組團參展拓銷，只有零星臺商自行參展；近年羅馬尼亞前往臺灣採購、參觀臺北各項國際商展則快速增加。

### 犯罪事件
2016年4月，中華民國刑事警察局破獲以羅馬尼亞人為首的偽卡盜刷集團，入台假觀光真取款。其中年資最久的羅馬尼亞籍嫌犯，不僅有盜錄、偽造信用卡或提款卡技術、統籌車手取款，同夥入台也負責統籌、安排吃住、行程，堪稱集團內的「台灣通」。還誘騙1名台灣大地主的女兒，並和該女子生有1女。

## 協定
| 日期           | 簽署                                                         | 備註     |
| -------------- | ------------------------------------------------------------ | -------- |
| 1997年5月5日   | 《中羅（馬尼亞）國際快捷郵件服務瞭解備忘錄》                 | [ 19 ]   |
| 2006年9月      | 《中華民國對外貿易發展協會與羅馬尼亞商工總會合作協議》       | [ 9 ]    |
| 2012年         | 《布加勒斯特臺灣貿易中心與巴克烏商工會合作協議》             | [ 9 ]    |
| 2014年10月16日 | 《中華民國對外貿易發展協會與羅馬尼亞中小企業協會合作備忘錄》 | [ 註 2 ] |
| 2014年11月12日 | 《中華民國對外貿易發展協會與布拉索夫商工會合作備忘錄》       | [ 註 3 ] |
| 2024年3月      | 《中華民國國際經濟合作協會與羅馬尼亞商工總會合作協議》       | [ 13 ]   |

## 簽證

持中華民國護照的中華民國國民簽證要求分布圖：入境羅馬尼亞可以「申根區免簽證」。

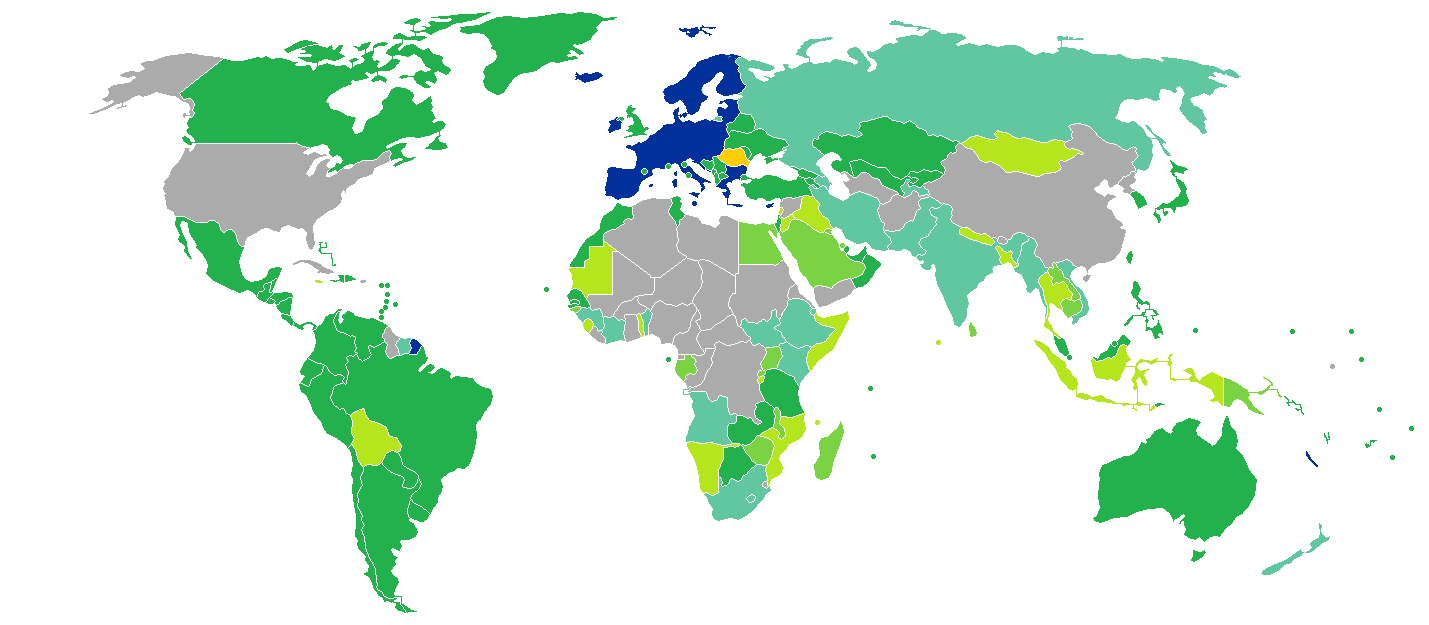
持歐盟的羅馬尼亞護照之羅馬尼亞國民簽證要求分布圖：入境中華民國可以免簽證。

歐洲申根區給予持有載明身分證字號的中華民國護照之中華民國國民可以申根區免簽證入境，停留日數與申根區合併計算，每6個月期間內總計可停留90天。經羅馬尼亞布加勒斯特亨利·科安德国际机场轉機亦可免簽證。
羅馬尼亞國民持有歐盟護照者也可以免簽證的方式入境中華民國，停留最多90天。

## 交通

### 航空

#### 客運
兩國無直航班機，可經由（不計航點遠近，截至2023年7月13日）：
- 臺北→杜拜、伊斯坦堡、倫敦、巴黎、羅馬、米蘭、慕尼黑、法蘭克福、阿姆斯特丹、維也納、布拉格（2023年7月18日開航臺北），再轉機前往羅馬尼亞的國際機場（英语：List of airports in Romania）。[25]

### 駕車
同時持有中華民國汽車駕駛執照與國際駕駛執照可在羅馬尼亞短期駕車。

## 外部連結
- 中華民國外交部－羅馬尼亞簡介 （页面存档备份，存于）
- 駐斯洛伐克台北代表處
- 駐匈牙利台北代表處
- 外交部領事事務局－國外旅遊警示分級表
- 中華民國衛生福利部－國際旅遊疫情建議等級
- 中華民國國際經濟合作協會 （页面存档备份，存于）
- 布加勒斯特台灣貿易中心（Facebook）